# Мальцівка
Ма́льцівка — село в Україні, у Дворічанській селищній громаді Куп'янського району Харківської області. Населення становить 3 осіб. До 2020 орган місцевого самоврядування — Новоєгорівська сільська рада.

## Географія
Село Мальцівка знаходиться у верхів'ях балки Вишнева, на відстані 2 км від сіл Гракове і Терни, за 3 км від кордону з Росією.

## Історія
1850 — дата заснування.
7 (20) листопада 1917 року, відповідно до.Третього Універсалу Української Центральної Ради, увійшло до складу Української Народної Республіки.
Під час організованого радянською владою Голодомору 1932—1933 років померло щонайменше 136 жителів села.
12 червня 2020 року, відповідно до Розпорядження Кабінету Міністрів України  № 725-р «Про визначення адміністративних центрів та затвердження територій територіальних громад Харківської області», увійшло до складу Дворічанської селищної громади.
19 липня 2020 року, в результаті адміністративно - територіальної реформи та ліквідації Дворічанського району, село увійшло до складу Куп'янського району Харківської області.
Село тимчасово окуповане російськими військами 24 лютого 2022 року.

## Економіка
- В селі є молочно-товарна ферма.